# Evelyn Wever-Croes
Evelyna Christina (Evelyn) Wever-Croes (Leiden, 5 december 1966) is een Arubaans politica. Op 17 november 2017 werd zij de eerste vrouwelijke en de vierde premier van Aruba. Zij was leider van de kabinet-Wever-Croes I en kabinet-Wever-Croes II. Daarvoor was zij fractievoorzitter van de oppositiepartij Movimiento Electoral di Pueblo (MEP) in de Staten van Aruba.

## Biografie
Croes is geboren in Leiden. Haar vader is Hendrik Croes, voormalig politicus en minister. Betico Croes is haar oom. Na de middelbare school op Aruba studeerde zij van 1985 tot 1986 Antilliaans Recht aan de Universiteit van de Nederlandse Antillen en later van 1986 tot 1989 fiscaal recht aan de Universiteit Leiden. Na haar afstuderen werkte ze als inspecteur van de belastingen. Na een carrière bij de Inspectie der Belastingen Aruba, waar ze uiteindelijk hoofd werd, werd ze in 2008 advocaat bij advocatenkantoor Croes Wever Tchong.
In 2009 stapte ze over naar de politiek en werd lid van de Staten van Aruba. In 2011 werd ze gekozen tot partijleider van de MEP als opvolger van Nelson Oduber. Tussen 2013 en 2017 was ze fractievoorzitter van de MEP. Na de verkiezingen van 22 september 2017 werd zij door gouverneur Alfonso Boekhoudt aangewezen als kabinetsformateur. Dit resulteerde in de totstandkoming van het kabinet-Wever-Croes, de eerste coalitieregering na meer dan 15 jaar. Op 30 maart 2021 diende zij het ontslag van haar kabinet in naar aanleiding van een onderzoek naar financiële malversaties bij coalitiepartner POR. Bij de vervroegde verkiezingen op 26 juni 2021 behaalde zij 7.518 individuele stemmen en werd hiermee de eerste vrouwelijke votegetter in de electorale geschiedenis van Aruba. Zij werd vervolgens benoemd tot kabinetsformateur en leverde eind augustus 2021 haar eindverslag in. Op 20 september 2021 trad Wever-Croes aan als minister-president van het tweede kabinet-Wever-Croes.
Henny Eman · 
Nelson Oduber · 
Mike Eman · 
Evelyn Wever-Croes ·